# Henri Mioch
Pas d'image ? Cliquez ici

a Compétitions nationales et continentales officielles uniquement.

Dernière mise à jour le 11 août 2013.
Henri Mioch, né le 7 mai 1954 à Montpellier, est un joueur français de rugby à XV évoluant au poste de centre. Il est champion de France à quatre reprises avec l'AS Béziers en 1977, 1978, 1980 et 1981.

## Biographie
Henri Mioch joue successivement avec les clubs du Stade montpelliérain, de l'AS Béziers et du RC Châteaurenard. Au cours de son passage à l'AS Béziers, il remporte quatre boucliers de Brennus : le premier en 1977 après la victoire 12 à 4 contre l'USA Perpignan, le second en 1978 après la victoire 31 à 9 contre l'AS Montferrand en finale, le troisième en 1980 après avoir dominé 10 à 6 le Stade toulousain en finale et le quatrième en 1981 après la victoire 22 à 13 contre le Stade bagnérais en finale,

## Palmarès
- Vainqueur du Championnat de France (4): 1977, 1978, 1980 et 1981